# Nissan Primastar
Il Nissan Primastar è un veicolo commerciale medio uguale al Renault Trafic e all'Opel Vivaro, lanciato nel 2001 con il marchio Nissan in seguito all'acquisizione di parte del capitale sociale della casa giapponese da parte di Renault. È stato sostituito nel 2016 dal Nissan NV300.

## Contesto
La Nissan aveva già prodotto veicoli commerciali indipendenti come il Nissan Vanette, di cui il Primastar prende praticamente posto in quel settore.
Il Primastar, oltre alla versione Van, ha anche le versioni Avantour e Combi, pulmini da 8-9 posti.
Sono disponibili due interassi e due altezze del tetto, così come tre motori diesel e uno a benzina.
Il Primastar si distingue dal disegno anteriore non convenzionale, rispetto ai competitori Ford Transit e Volkswagen Transporter.